# Тагер, Александр Семёнович (физик)
Александр Семёнович Тагер (1926, Киев — 1996, Фрязино)— российский учёный в области радиотехники и физики полупроводников, лауреат Ленинской премии (1978).

## Биография
Родился в 1926 году в Киеве. Во время войны — в эвакуации в Свердловске. В 1943 г. поступил в Уральский политехнический институт, после первого курса перевёлся в Ленинградский политехнический институт. После его окончания в 1950 году по распределению направлен в НИИ-160 (Фрязино). Работал начальником лаборатории в отделе 110.
В 1963 году присуждена учёная степень доктора физико-математических наук, в 1967 г. присвоено звание профессора.
Лауреат Ленинской премии (1978) — за участие в комплексе теоретических и экспериментальных исследований генерации и усиления электромагнитных колебаний сверхвысоких частот и создание нового класса полупроводниковых приборов — лавинно-пролетных диодов, совместно с В. М. Вальд-Перловым, А. И. Мельниковым и Ю. К. Пожела. Почётный гражданин города Фрязино.
Умер в 1996 году после тяжелой болезни.
Семья: жена Татьяна Николаевна Тагер (Александрова), двое детей.
Сочинения:
- Лавинно-пролетные диоды и их применение в технике СВЧ [Текст] / А. С. Тагер, В. М. Вальд-Перлов. — Москва : Сов. радио, 1968. — 480 с. : ил.; 21 см.